# 弗朗西斯·西蒙
弗朗西斯·西蒙 CBE（1893年7月2日—1956年10月31日）是德国、英国物理化学家、物理学家。他设计了氣體擴散法并证实了其用于分离同位素鈾-235的可行性，对核武器的发明起到了较大的推动作用。